# فابریزیو کاچیاتوره
فابریزیو کاچیاتوره (انگلیسی: Fabrizio Cacciatore؛ زادهٔ ۸ اکتبر ۱۹۸۶) بازیکن فوتبال اهل ایتالیا است.
از باشگاه‌هایی که در آن بازی کرده‌است می‌توان به باشگاه فوتبال هلاس ورونا، باشگاه فوتبال رجینا، باشگاه فوتبال تورینو، باشگاه فوتبال یوونتوس، باشگاه فوتبال کیه‌وو ورونا، البیا کالچو ۱۹۰۵، باشگاه فوتبال روبور سیه‌نا، باشگاه فوتبال سمپدوریا، باشگاه فوتبال رجانا، باشگاه فوتبال تریستیانا، باشگاه فوتبال پرو ورچلی، و باشگاه فوتبال وارزه اشاره کرد.
وی همچنین در تیم ملی فوتبال زیر ۱۸ سال ایتالیا بازی کرده‌است.